# Thee bij de Keunings
Thee bij de Keunings is een hoorspel van Heinrich Böll. Zum Tee bei Doktor Borsig werd op 25 februari 1955 door de Hessischer Rundfunk uitgezonden. Margarethe Ferguson vertaalde het en de NCRV zond het uit op maandag 22 december 1975. De regisseur was Johan Wolder. Het hoorspel duurde 56 minuten.

## Rolbezetting
- Kees Coolen (Barends)
- John Leddy (Keuning)
- Mart Gevers (mevrouw Keuning)
- Hans Dagelet (Robert Wilkes)
- Elja Pelgrom (Franziska)
- Rogine Burggraaf (de secretaresse)
- Franklin van den Hurk (de huisknecht)

## Inhoud
Robert is een dichter, jong, getalenteerd, maar nog niet doorgedrongen en dus aangewezen op opdrachten van allerlei aard. Keuning is chef van de reclameafdeling van een geneesmiddelenconcern. Hij geniet wel aanzien, maar is nu verstoken van de fantasie uit vroegere jaren. Keunings probleem is de afzet van een middel tegen kleurenblindheid, waarvan reeds 500.000 doosjes geproduceerd zijn, maar slechts 50.000 verkocht raakten. Robert moet voor hem dan ook een reclametekst schrijven. Mevrouw Keuning en Roberts vriendin Franziska pogen hem uit het hoofd te praten zich in te laten met het leugenachtige reclamegedoe, maar Robert neemt Keunings uitnodiging aan. Tijdens de thee bij Keuning maakt deze hem duidelijk, dat de reclamestrategie de angst van de mensen voor kleurenblindheid moet aanwakkeren om het tegenmiddel vlot te kunnen verkopen. Robert moet een besluit nemen: "Je kan niet een eindje in het moeras gaan wandelen. Je blijft er helemaal uit of je zinkt erin weg..."